# Scaphiodontophis
Genre
Scaphiodontophis est un genre de serpents de la famille des Colubridae.

## Répartition
Les espèces de ce genre se rencontrent dans le sud du Mexique, en Amérique centrale et en Colombie.

## Liste d'espèces
Selon The Reptile Database (4 septembre 2013) :
- Scaphiodontophis annulatus (Duméril, Bibron & Duméril, 1854)
- Scaphiodontophis venustissimus (Günther, 1893)

## Taxinomie
Ce genre avait été placé dans la sous-famille monogénérique des Scaphiodontophiinae par Pyron, Burbrink, Colli, Montes de Oca, Vitt, Kuczynski et Wiens en 2010. Celle-ci a été placée en synonymie avec les Sibynophiinae par Chen, Huang, Guo, Colli, Nieto Montes de Oca, Vitt, Pyron et Burbrink en 2013.

## Publication originale
- Taylor & Smith, 1943 : A review of American Sibynophine snakes, with a proposal of a new genus. University of Kansas Science Bulletin, vol. 29, no 6, p. 301-337 (texte intégral).